# Чунихин, Аркадий Анатольевич
Аркадий Анатольевич Чунихин (5 февраля 1973, Николаев, Украинская ССР, СССР) — украинский футболист, защитник.

## Игровая карьера
Футболом начал заниматься в николаевской ДЮСШ «Судостроитель». Первый тренер — Анатолий Норов. После окончания учёбы тренер Валерий Журавко пригласил его в очаковский «Маяк». В составе очаковской команды Аркадий прошёл путь от чемпионата УССР среди коллективов физкультуры до первой украинской лиги.
В 1993 году Журавко перешёл в николаевский «Эвис» и забрал шестерых игроков, в том числе и Чунихина, с собой в команду областного центра. В этом сезоне николаевцы завоевали путёвку в высшую лигу. В следующем сезоне Аркадий дебютировал в высшей лиге, но ушёл Журавко, пришёл Колтун, затем Кучеревский и Чунихин выпал из состава команды.
Карьеру продолжил в Белоруссии, где вместе с партнёрами по «Артании» Андрейко, Полищуком и Баркаловым играл за команду первой лиги «Фомальгаут» (Борисов), однако в том же году белорусский клуб снялся с соревнований.
Вернулся на Украину. В течение девяти сезонов выступал в южноукраинской «Олимпии ФК АЭС», где, будучи действующим игроком, стал помощником главного тренера.